# Stade Pershing

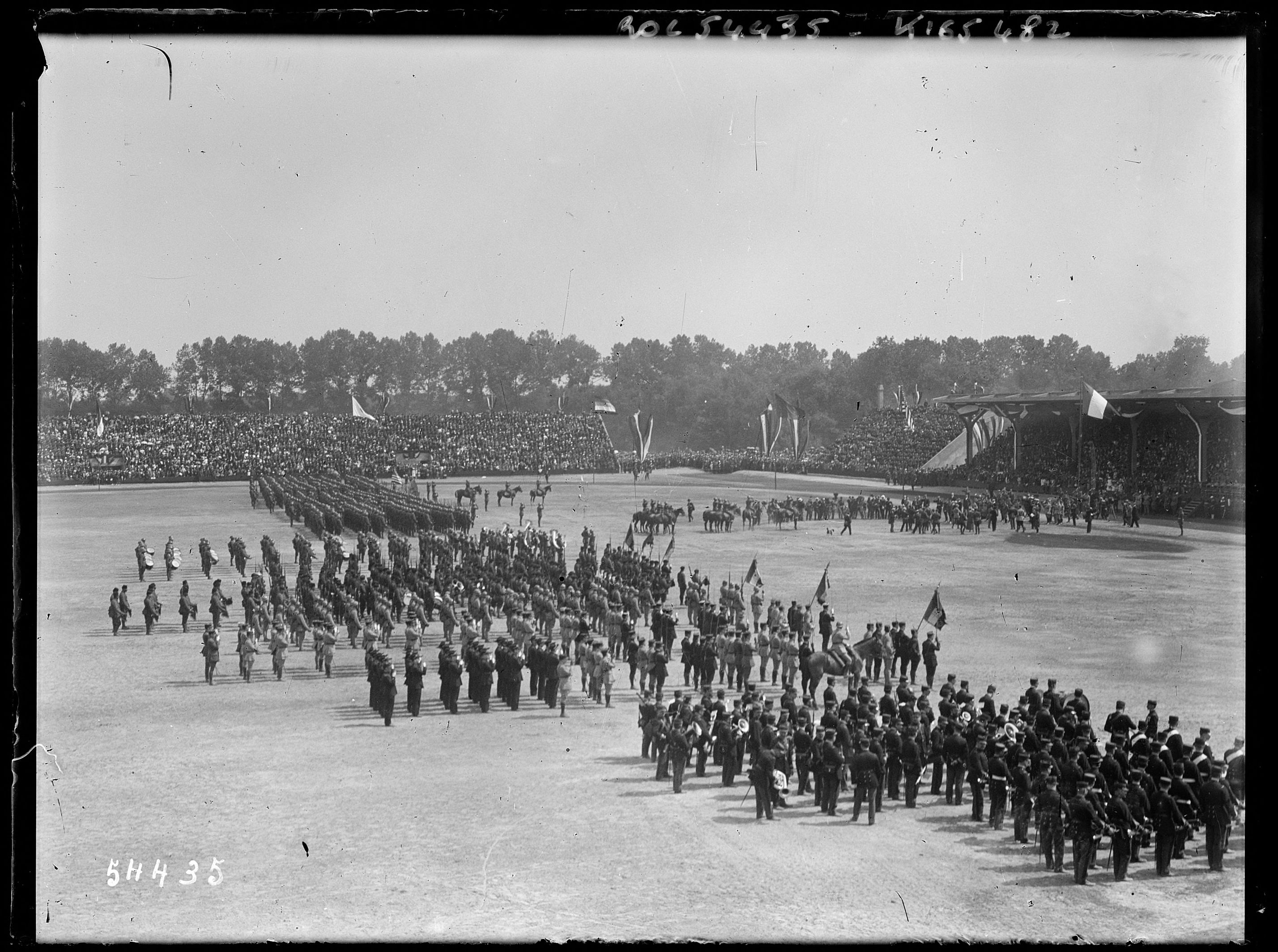
Öppningsceremonin 22 juni 1919

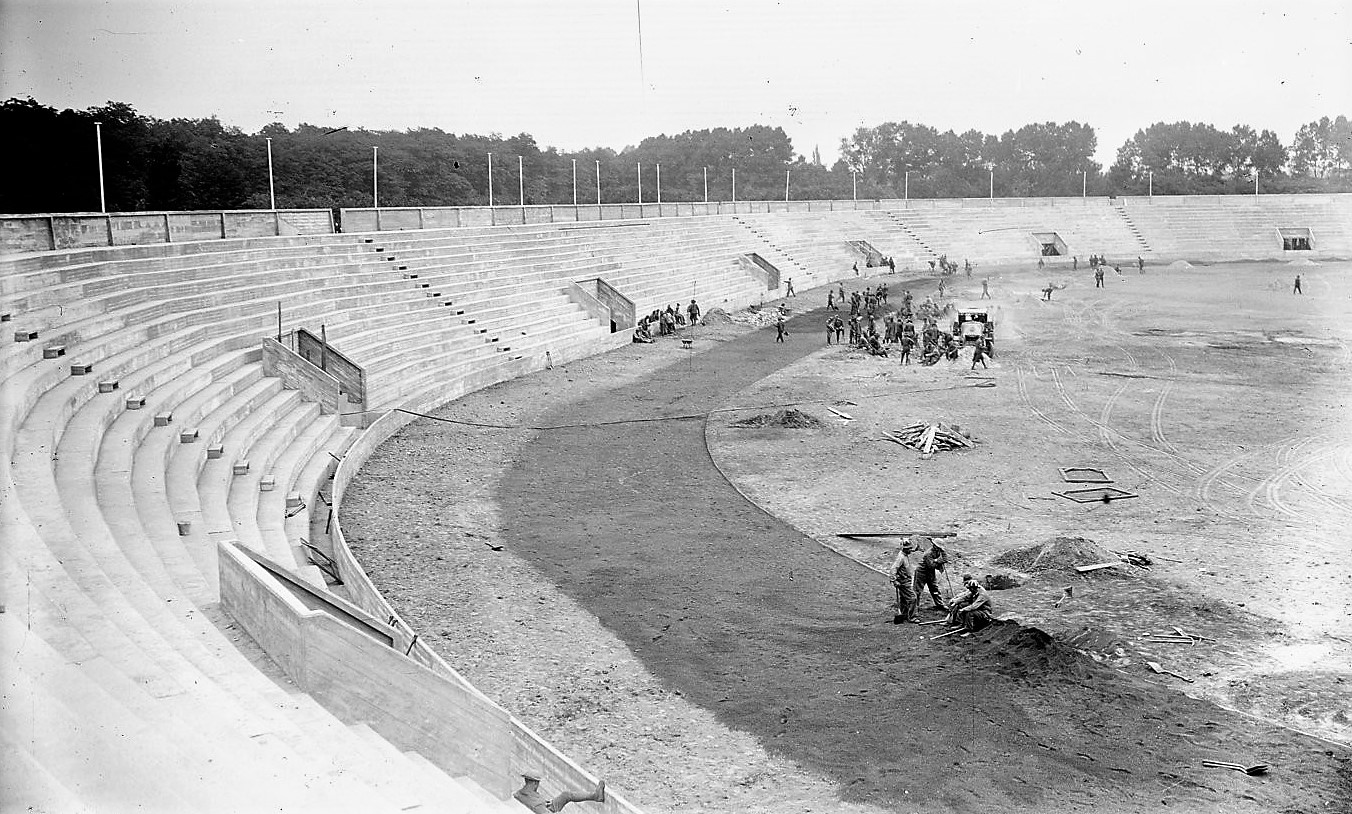
Byggnationen 1919

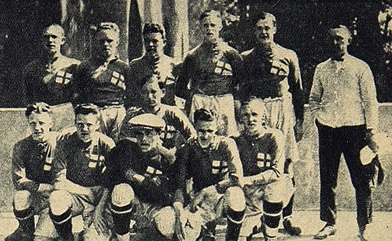
Sv herrlandslaget i fotboll vid OS 1924

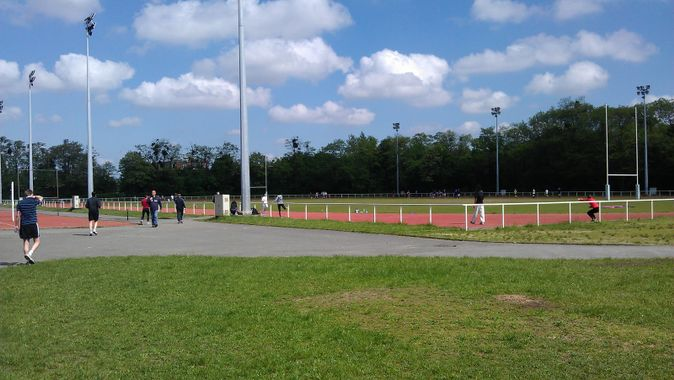
Stade Pershing 2012

Stade Pershing (Pershingstadion) var en idrottsplats belägen i Paris och användes främst för fotboll, rugby och friidrott. Anläggningen invigdes 1919 och var värd för en rad internationella sportevenemang under 1920-talet. Pershingstadion ursprungliga byggnader revs kring 1960 men området används fortsatt för olika sportgrenar.

## Anläggningen
Pershingstadion ligger inom parkområdet Bois de Vincennes i östra Paris 12:e arrondissementet nära travbanan Hippodrome de Vincennes. Anläggningen är namngiven efter amerikanske militären John Pershing (USA:s arméstabschef 1921-1924) som initierade byggandet som en gåva till Frankrike. Byggnationen utfördes av American Expeditionary Forces (inom USA:s militär) och YMCA.
Anläggningen hade cirka 10 000 sittplatser (delvis under tak) och var vid invigningen det näststörsta stadion (efter Parc des Princes) i Frankrike. 1922 ökades antal sittplatser till cirka 29 000. Stade Pershing hade den första preparerade askbelagda löparbanan i Frankrike.

## Historia
Stade Pershing invigdes 22 juni 1919 med idrottstävlingen Inter-Allied Games mellan 22 juni till 6 juli. Efter tävlingen överlämnades Stade Pershing till franska folket.
1920 till 1938 hölls en rad franska mästerskap i olika friidrottsgrenar på Stade Pershing.
1921 till 1926 var anläggningen värd för finalen i franska cupen Coupe de France och flera landskamper i fotboll för Frankrikes herrlandslag Équipe de France de football.
1922 var Stade Pershing värd för den första Damolympiaden (Jeux Olympiques Féminins).
1924 under Olympiska sommarspelen 1924 i Paris var arenan värd för fotbollsmatcher, bland andra kvartsfinalen mellan Sverige och Egypten den 1 juni där Sverige vann med 5-0.
1933 hölls 31 december den första matchen i Rugby XIII i Frankrike på Stade Pershing.
1960 revs de ursprungliga byggnaderna, området används fortsatt för olika sportgrenar med anläggningar för fotboll, basket, volleyboll, handboll, baseboll, och softboll.